# Off the Deep End
Off the Deep End — седьмой студийный альбом «Странного Эла» Янковича, выпущенный в 1992 году. Это первая пластинка Янковича спродюсированная артистом самостоятельно, после шести альбомов выпущенных совместно с Риком Дерринджером. Альбом записывался в период с июня 1990 года по январь 1992-го, после релиза провального саундтрека к фильму UHF. В итоге Off the Deep End и его главный сингл «Smells Like Nirvana» смогли реабилитировать карьеру музыканта, добившись успеха сравнимого с его последним хит-синглом «Fat» (1988).
Музыка Off the Deep End базируется на пародиях и стилизациях под поп- и рок-музыку конца 1980-х — начала 1990-х годов, включая находящийся на пике популярности гранж. Половина альбома состоит из пародий на Nirvana, MC Hammer, New Kids on the Block, Херардо и Milli Vanilli. Другая половина альбома представляет собой оригинальный материал, включающий множество «пародий на стиль» или музыкальных подражаний существующим исполнителям. Эти стилевые пародии включают музыкальное подражание конкретным исполнителям, таким как Beach Boys, Джеймс Тейлор и Джен и Дин.
Off the Deep End получил преимущественно положительные отзывы и занял 17-е место в чарте Billboard 200. Пластинка включает один из самых известных синглов Янковича «Smells Like Nirvana», пародию на главный хит одноимённой рок-группы «Smells Like Teen Spirit», который занял 35-е место в Billboard Hot 100. Эта песня стала вторым синглом Янковича попавшим в хит-парады после «Eat It», выпущенного в 1984 году. Обложка пародирует иллюстрацию альбома Nevermind: в оригинале голый младенец плыл за однодолларовой купюрой подвешенной на крючке, Янкович заменил ребёнка собой, а купюру — пончиком. Off the Deep End стал четвёртым альбомом музыканта получившим «золотой» статус, а затем и «платиновый» — с тиражом более миллиона проданных копий в США. Кроме того, в 1993 году альбом был номинирован на премию «Грэмми» в категории «Лучшая комедийная запись», но проиграл пластинке Music for an Awful Lot of Winds and Percussion Питера Шикеля.

## Запись

### Предыстория
В 1989 году Янкович снялся в полнометражном художественном фильме UHF, написанном в соавторстве менеджером Джеем Леви и снятом в Талсе. Лента представляла собой едкую сатиру на телевидение и киноиндустрию, помимо Янковича в ней также снялись Майкл Ричардс, Фрэн Дрешер и Виктория Джексон. UHF получил самые высокие оценки на тестовых показах в истории киностудии Orion Pictures со времен «Робокопа». Хотя фильм собрал немногим более шести миллионов — при бюджете в пять — он был признан провальным.
В конце 1989 года Янкович выпустил квази-саундтрек под названием UHF — Original Motion Picture Soundtrack and Other Stuff, в который вошли песни (и рекламные джинглы) из фильма, а также новый студийный материал музыканта, не связанный с картиной. Как и фильм, альбом потерпел неудачу, заняв лишь 146-е место в Billboard 200 и вскоре вылетел из чарта. После релиза UHF Янкович вернулся в студию, намереваясь записать следующий альбом.

### Оригинальный материал
Сессии начались 6 июня 1990 года на лейбле Santa Monica Sound Records в Санта-Монике, Калифорния. Первой записанной песней была «Airline Amy». Это была первая пластинка Янковича при работе над которой он самостоятельно спродюсировал свои песни, после шести альбомов выпущенных с Риком Дерринджером. Сотрудничество было прекращено, так как по мнению проследнего, Янкович не прислушивался к его мнению, а сам музыкант счёл, что большую часть продюсерской работы он может выполнять сам. Все свои следующие альбомы Янкович продюсировать самостоятельно. Позднее артист так высказавшись о ситуации: «Мы [то есть Янкович и его группа] отлично поработали с Риком, он потрясающий парень, но с годами я становился все более и более помешанным на контроле, и я, наконец, дошёл до того момента, когда я почувствовал, что могу справиться со всем сам». К концу 1990 года было записано пять оригинальных песен — «Airline Amy», «Trigger Happy», «When I Was Your Age», «You Don’t Love Me Anymore» и «Waffle King».
«You Don’t Love Me Anymore» была одной из последних песен, записанных во время сессий 1990 года. Песня была написана в виде нежной акустической баллады. Однако в её тексте шла речь — в буквальном смысле — о разрушительных отношениях между Янковичем и неназванной девушкой. Хотя раньше они были влюблены, «пламя угасло», и между ними нет былой страсти — теперь девушка ненавидит Янковича до такой степени, что неоднократно пытается его убить. В 1992 году, после релиза пластинки, Янкович решил выпустить песню в качестве сингла. Однако лейбл Scotti Brothers выставил артисту условие — сопроводительное видео должно быть пародией на известный музыкальный клип. В итоге хотя песня была оригинальной композицией музыканта, её клип представлял собой пародию на «More Than Words» группы Extreme. Радио-релиз «You Don’t Love Me Anymore» состоялся 19 июня 1992 года . Позже Янкович объяснил, что после релиза сингла, многие люди ошибочно полагали, что это пародия на «More Than Words», поэтому музыкант решил спародировать именно эту песню в клипе. Сингл получил умеренную ротацию на радио, что удивило Янковича, потому что он всегда считал, что радиостанции «обычно идут на встречу пародиям».
Ещё одной оригинальной песней, записанной на сессиях 1990 года, была «Waffle King». Однако, когда Янкович возобновил работу в 1992 году, он записал ещё один новый трек «I Was Only Kidding». Изначально в Off the Deep End планировалось включить именно «Waffle King». Тем не менее, начав запись пародийных песен, музыкант понял, что для «I Was Only Kidding» не найдётся места и на его следующей пластинке, Alapalooza, так как к тому моменту уже был готов весь оригинальный материал, написанный специально для этого релиза. Также он переживал из-за того, что одна из шуток песни «I Was Only Kidding» может устареть к моменту выхода его следующего лонгплея — строчка, которая отсылает к фильму «Мир Уэйна»: «Я действительно люблю тебя… нет!» — в итоге артист решил включить в Off the Deep End именно этот трек. В свою очередь песня «Waffle King» попала на сингл «Smells Like Nirvana», в качестве би-сайда, и позже была перевыпущена на Alapalooza.
В качестве бонуса в самый конец альбома был добавлен скрытый трек «Bite Me». Песня, состоящая из нескольких секунд громкой музыки и крика Янковича, начинается через 10 минут после окончания «You Don’t Love Me Anymore». По словам Янковича, задачей внезапно зазвучавшей песни было «напугать вас до смерти». В переизданиях альбома лейблом Volcano Entertainment и релизах за пределами США трек отсутствовал. Песня является данью уважения «Нирване» — на альбоме Nevermind также был скрытый трек «Endless, Nameless».

### Пародии и полька
В 1990 году, после записи первой части оригинальных песен, Янкович сосредоточился на пародиях. К началу 1991 года было записано всего три штуки. Две из них, вдохновлённая печеньем «The White Stuff» (New Kids on the Block), и высмеивающая телевидение «I Can’t Watch This» (MC Hammer), предполагались для выпуска на синглах. В связи с этим были напечатаны несколько коробок с промосинглами, но в последний момент руководство звукозаписывающей компании отказалось от идеи. Позже компакт-диски были обнаружены Янковичем и его барабанщиком, Джоном Шварцем, в куче мусора и с тех пор стали предметами коллекционирования. Также была записана «The Plumbing Song», двойная пародия на хит-синглы Milli Vanilli «Baby Don’t Forget My Number» и «Blame It on the Rain». В интервью 1992 года  Доктору Дементо музыкант сказал, что в тот момент считал пародию «несколько неуместной», учитывая скандал с пением под фонограмму, который фактически разрушил карьеру дуэта двумя годами ранее. Артист обыграл этот инцидент в одном из интервью пошутив, что это именно он записал вокальную партию для песни.
По словам Янковича он ждал почти два года появления следующего «большого хита». «В действительности у меня не было каких-либо веских причин делать такую большую паузу, кроме одного повода — я ждал выхода нового альбома Майкла Джексона», — объяснял артист. После релиза альбома Майкла Джексона Dangerous (26 ноября 1991) Янкович спросил у музыканта разрешение сделать пародию на «Black or White», под названием «Snack All Night». Хотя Джексон относился с большой симпатией к творчеству артиста, он счёл, что пародия может исказить смысл песни. В итоге Джексон сказал Янковичу, что тот может спародировать любую другую песню из этого альбома, но только не «Black or White».
Вместо этого Янкович начал подыскивать другие варианты. Пребывавшая в тот период на пике группа Guns N’ Roses выпустила кавер-версию песни Wings «Live and Let Die», хита 1970-х. Музыкант обратился к Полу Маккартни, лидеру Wings, с идеей сделать на неё пародию — «Chicken Pot Pie». Хотя Маккартни был сторонником творчества Янковича и хотел дать музыканту шанс спародировать одну из его песен, он был вынужден отказать артисту из-за того, что, будучи вегетарианцем, выступал категорически против поедания мяса животных. Янкович, тоже вегетарианец, заявил, что уважает решение Маккартни.
Примерно в это же время группа Nirvana произвела фурор с альбомом Nevermind. Когда царившая в 1980-х поп-музыка уступила место гранжу, Янкович решил, что пришло время записать пародию на хит сиэтлской группы — «Smells Like Teen Spirit». Позже Янкович заявил: «Я хотел убедиться, что вернусь после долгого перерыва с чем-то мощным, и только в [песне] Nirvana я увидел то, что мне было нужно». Перед записью пародии, Янкович хотел согласовать её лично с Куртом Кобейном. Узнав, что Nirvana должна была выступить в «Субботним вечером в прямом эфире», Янкович позвонил своей коллеге по UHF Виктории Джексон, которая в то время была постоянным участником шоу. Джексон связалась с Кобейном по телефону, рассказав ему о просьбе музыканта. Кобейн согласился, хотя и спросил, будет ли новая пародия «песней о еде». Янкович заверил его, что речь в ней пойдёт о том, что «никто не может понять [текст]» оригинала, что Кобейн посчитал забавным. Получив одобрение музыканта, Янкович написал и записал «Smells Like Nirvana» 27 января 1992 года.
После «Smells Like Nirvana» Янкович записал «Taco Grande», пародию на «Rico Suave» певца Херардо, посвященную мексиканской кухне. Для участия в ней был приглашён известный комик Чич Марин. По задумке Янковича он должен был зачитать рэперский речитатив на испанском, но оказалось, что артист знает лишь базовые выражения. Привлекли человека, который перевёл текст с английского, и Марин фонетически зачитал получившийся рэп. Одной из последних записанных песен было традиционное для пластинок Янковича попурри из польки «Polka Your Eyes Out». Музыкант исполнил его в специальном выпуске Comedy Central посвящённому 20-летию Доктора Дементо, ещё до официального релиза альбома.

## Обложка
Обложка Off the Deep End пародирует иллюстрацию с Nevermind, на которой изображён младенец плывущий под водой за долларовой купюрой подвешенной на рыболовный крючок. На обложке Off the Deep End вместо ребёнка представлен сам Янкович, пытающийся добраться до привязанного к верёвке пончика. Однако, если на обложке Nirvana изображён полностью обнажённый ребёнок, музыкант фотографировался в плавках, однако на фото занял такое положение, чтобы их не было видно и он казался голым; позже артист пошутил: «Я даже никогда и не надеялся, что буду изображён в полный рост на обложку своего альбома». Компакт-диск, примечания к нему и обложка продолжают обыгрывать альбом Nirvana, копируя синий, волнообразный графический стиль с печатной поверхности Nevermind.

## Выпуск и отзывы
| Оценки критиков      | Оценки критиков |
| Источник             | Оценка          |
| -------------------- | --------------- |
| AllMusic             | [ 25 ]          |
| The Daily Vault      | B−              |
| Entertainment Weekly | C−              |
| Pitchfork            | 6.7/10          |
| Rolling Stone        | [ 29 ]          |

Off the Deep End был выпущен в апреле 1992 года и впоследствии был назван Национальной ассоциацией звукозаписывающих компаний (NARM) самой продаваемой комедийной записью года. Вскоре альбом получил «золотой» сертификат. 25 января 2006 года он стал «платиновым», с тиражом более миллиона копий. Ведущий сингл альбома «Smells Like Nirvana» стал хитом, заняв 35-е место в чарте Billboard Hot 100. Он также отметился на 12-е строчке в хит-параде Hot 100 Singles Sales и 35-е место в Billboard Mainstream Rock Tracks. И альбом, и сингл помогли Янковичу возродить интерес к своей карьере в 1990-х. По данным Nielsen SoundScan, по состоянию на 2014 год продажи альбома в США превысили 1 057 000 копий.
Альбом был высоко оценён музыкальными критиками. Многие из них хвалили не только пародии Янковича, но и его оригинальный материал. Барри Вебер из AllMusic писал: «Помимо реабилитации его сатирического мастерства артиста, „Deep End“ демонстрирует некоторые из лучших оригинальных песен Янковича: „Trigger Happy“, „When I Was Your Age“ и „You Don’t Love Me Anymore“ — лучшее, то что есть на этом альбоме». Музыкальный обозреватель Daily Vault Кристофер Телен отмечал: «На самом деле, странно это признавать, но оригинальный материал „Off The Deep End“ временами сильнее, нежели пародии». В альманахе The Rolling Stone Album Guide лонгплей получил оценку 3.5 из 5, что приравнивается к статусу «между хорошим и отличным». Тем не менее не все рецензии были столь положительны. Так, обозреватель Entertainment Weekly Дэвид Браун отметил, что видеоклип на главный сингл Off the Deep End «Smells Like Nirvana» был «старым-добрым забавным бунтом», но половина юмора Янковича была визуальной, а это означает, что песни без видео не были такими смешными.
Положительных оценок было удостоено музыкальное видео к «Smells Like Nirvana». В 1993 году публицист журнала Spy назвал его «Видео года», в свою очередь редакция Rolling Stone присудила ему 68-е место в списке «100 лучших видеоклипов всех времён». Помимо этого оно было номинировано на премию MTV Video Music Award в категории «Лучшее мужское исполнение».
В 1993 году Off the Deep End был выдвинут на соискание премии «Грэмми» в категории «Лучшая комедийная запись». Однако проиграл альбому Music for an Awful Lot of Winds and Percussion Питера Шикеля.

## Список композиций
| №   | Название                    | Автор(ы)                                                                      | Предмет пародии | Длительность |
| --- | --------------------------- | ----------------------------------------------------------------------------- | --- | ------------ |
| 1.  | «Smells Like Nirvana»       | Курт Кобейн, Дэйв Грол, Крист Новоселич, Альфред Янкович                      | Пародия на песню «Smells Like Teen Spirit» группы Nirvana | 3:42         |
| 2.  | «Trigger Happy»             | Янкович                                                                       | Стилизация под творчество The Beach Boys и Джен и Дина | 3:46         |
| 3.  | «I Can’t Watch This»        | Стэнли Баррелл, Рик Джеймс, Алонзо Миллер, Янкович                            | Пародия на песню «U Can’t Touch This» хип-хоп-музыканта MC Hammer | 3:31         |
| 4.  | «Polka Your Eyes Out»       | Различные исполнители                                                         | Попурри-полька включает: - «Cradle of Love» — Билли Айдол - «Tom’s Diner» — Сюзанна Вега - «Love Shack» — The B-52s - «Clarinet Polka» (Общественное достояние) - «Pump Up the Jam» — Technotronic - «Losing My Religion» — R.E.M. - «Unbelievable» — EMF - «Do Me!» — Bell Biv DeVoe - «Enter Sandman» — Metallica - «The Humpty Dance» — Digital Underground - «Cherry Pie» — Warrant - «Miss You Much» — Джанет Джексон - «I Touch Myself» — Divinyls - «Dr. Feelgood» — Mötley Crüe - «Ice Ice Baby» — Vanilla Ice - «Ear Booker Polka» — «Странный Эл» Янкович | 3:50         |
| 5.  | «I Was Only Kidding»        | Янкович                                                                       | Стилизация под творчество Tonio K | 3:31         |
| 6.  | «The White Stuff»           | Морис Старр, Янкович                                                          | «You Got It (The Right Stuff)» группы New Kids on the Block | 2:43         |
| 7.  | «When I Was Your Age»       | Янкович                                                                       | Оригинальный материал | 4:35         |
| 8.  | «Taco Grande»               | Кристиан Карлос Уоррен, Херардо Мехиа, Альберто Слезингер и Роза Сой, Янкович | Пародия на песню «Rico Suave» певца Херардо | 3:44         |
| 9.  | «Airline Amy»               | Янкович                                                                       | Оригинальный материал вдохновлённый творчеством Ника Лоу и Джонатана Ричмана | 3:50         |
| 10. | «The Plumbing Song»         | Фрэнк Фариан, Б. Нейл, Дайан Уоррен, Янкович                                  | Пародия на песни «Baby Don’t Forget My Number» и «Blame It on the Rain» дуэта Milli Vanilli | 4:08         |
| 11. | «You Don’t Love Me Anymore» | Янкович                                                                       | Оригинальный материал | 4:08         |
| 12. | «Bite Me» (скрытый трек)    |                                                                               | | 0:08         |

## Участники записи
| Группа и технический персонал - «Странный Эл» Янкович — ведущий вокал, аккордеон, клавишные, бэк-вокал, продюсирование, аранжировки - Тони Папа — звукорежиссёр - Марлен Арагон — овердаббинг - Эдит Фор — овердаббинг - Нил Росс — овердаббинг - Бо Уивер — овердаббинг - Стив Джей — бас, бэк-вокал - Джон «Бермуда» Шварц — перкуссия, ударные - Джим Уэст — банджо, гитара, бэк-вокал | Дополнительные музыканты - Брэд Баксер — синтезатор - Элайза Карран — бэк-вокал в песне «The Plumbing Song» - Джим Хаас — бэк-вокал в песне «Trigger Happy» - Томми Джонсон — туба - Джон Джойс — бэк-вокал в песне «Trigger Happy» - Уоррен Луенинг — труба - Чич Марин — речитатив в песне «Taco Grande» - Джин Морфорд — бэк-вокал в песне «Trigger Happy» - Пегги Ньюман — бэк-вокал в песне «The Plumbing Song» - Джоэл Пескин — кларнет - Кармен Туилли — background vocals - Джулия Уотерс, Лютер Уотерс, Максин Уотерс, Орен Уотерс — бэк-вокал - Джерри Уитмен — бэк-вокал в песне «Trigger Happy» - Natasha Neece — бэк-вокал в песне «The Plumbing Song» - Саманта Кэй — бэк-вокал в песне «The Plumbing Song» |  |

## Чарты и сертификация
| Чарт (1992)       | Высшая позиция |
| ----------------- | -------------- |
| Австралия         | 45             |
| Канада            | 24             |
| Соединённые Штаты | 17             |

| Страна            | Сертификация (пороги продаж) |
| ----------------- | ---------------------------- |
| Соединённые Штаты | Платиновый                   |

### Синглы
| Год  | Сингл                 | Высшая позиция | Высшая позиция |
| Год  | Сингл                 | US 100         | UK Top 75      |
| ---- | --------------------- | -------------- | -------------- |
| 1992 | «Smells Like Nirvana» | 35             | 58             |